# Коктас (Павлодарская область)
Коктас (каз. Көктас) — село в Павлодарской области Казахстана. Находится в подчинении городской администрации Аксу. Входит в состав Айнакольского сельского округа. Код КАТО — 551633300.

## Население
В 1999 году население села составляло 266 человек (132 мужчины и 134 женщины). По данным переписи 2009 года, в селе проживало 35 человек (17 мужчин и 18 женщин).